# Le Mesnil-Durdent
Le Mesnil-Durdent település Franciaországban, Seine-Maritime megyében. Lakosainak száma 17 fő (2022. január 1.). Le Mesnil-Durdent Angiens, Ermenouville, Gueutteville-les-Grès, Pleine-Sève és Sainte-Colombe községekkel határos.

## Népesség
A település népességének változása:
| Lakosok száma | 19   | 18   | 21   | 18   | 18   | 17   | 17   | 16   | 17   |
|               | 2013 | 2015 | 2016 | 2017 | 2018 | 2019 | 2020 | 2021 | 2022 |